# Top (zeilboot)
De Top (Tot Ons Plezier) is een open houten zeilboot ontworpen door Libbe Stelwagen.
Eind jaren vijftig was de Noord-Nederlandse Watersport Bond (N.N.W.B.) van mening dat er behoefte was aan een nieuwe eenvoudige, betaalbare eenheidsklasse met midzwaard. In 1960 werd de nieuwe zeilboot door de N.N.W.B. erkend als eenheidsklasse maar erkenning door het K.N.W.V. volgde pas in 1980. In de jaren zestig is de zeilboot voornamelijk in Friesland te vinden; in 1962 voeren er al honderd schepen. Later ook op het Schildmeer en het Veluwemeer. Wedstrijden voor de topklasse zijn georganiseerd tijdens de Sneekweek.